# Aurora Pro Patria 1919 2010-2011
Questa voce raccoglie le informazioni riguardanti l'Aurora Pro Patria 1919 nelle competizioni ufficiali della stagione 2010-2011.

## Stagione
Il 18 giugno 2010 la Pro Patria sceglie Raffaele Novelli come nuovo allenatore, per la stagione 2010-2011 Carlo Regalia è nominato diesse.
Il campionato inizia con una squadra vittoriosa, che occupa fin dall'inizio posizioni di vertice in classifica. Il 28 settembre 2010 il Presidente, Antonio Tesoro, rassegna le dimissioni a causa delle incomprensioni con la proprietà, rappresentata da Savino Tesoro, padre dello stesso Antonio. Successivamente il patron Savino Tesoro manifesta la volontà di cedere al più presto e a titolo gratuito la società. A novembre, dopo una situazione di stallo durata oltre un mese, il patron minaccia di mettere in liquidazione la società, causandone la radiazione da tutti i campionati di calcio professionistici. L'amministrazione comunale, capitanata dal Sindaco Gigi Farioli e dall'Assessore allo Sport (e Presidente Onorario della Pro Patria) Alberto Armiraglio, interviene e scongiura l'avvio della procedura di liquidazione della società, e vista la mancanza di acquirenti decide di fondare il Consorzio "La Tigre nel Cuore", basato sull'azionariato popolare. Tutti i tifosi possono, infatti, a seconda delle proprie disponibilità economiche, investire capitali nella società. Intanto la squadra continua a vincere e occupa la prima posizione in classifica, mentre il segretario generale Giuseppe Iodice lavora per ridurre al minimo le penalizzazioni per via dal mancato pagamento di stipendi e contributi, causato dal disimpegno societario della famiglia Tesoro.
La squadra riesce a concludere il campionato piazzandosi in zona play-off; le rivali dei tigrotti verso la Lega Pro Prima Divisione fu dapprima la Pro Vercelli, battuta all'andata 5-2 allo stadio Speroni di Busto Arsizio; nella partita di ritorno a Vercelli i tigrotti persero per 2-0 conquistando la finale. In finale la Pro Patria incontro la Feralpisalò: a Busto l'andata finì 1-1 mentre il ritorno a Salò finì 2-1 per la Feralpisalò dopo che la Pro Patria era passata in vantaggio nel primo tempo. La Pro Patria non riesce a conquistare la promozione, mentre sul fonte societario viene definitivamente salvata dalla liquidazione e iscritta al campionato successivo, con l'acquisto delle quote da parte di Pietro Vavassori.

## Divise e sponsor
Lo sponsor tecnico per la stagione 2010-2011 è Macron; sulla maglia non è presente alcuno sponsor.
La prima maglia resta la classica biancoblu, la seconda maglia è nera con inserti blu sui fianchi.
| 1ª maglia | 2ª maglia |

## Organigramma societario
Area direttiva
- Presidente: Antonio Tesoro
- Amministratore unico: Massimo Pattoni

Area organizzativa
- Segretario generale: Giuseppe Iodice
- Segretario : Saverio Granato

Area tecnica
- Allenatore: Raffaele Novelli

Area sanitaria
- Medico sociale: Gianluca Castiglioni

## Rosa
| N. |                    | Ruolo | Calciatore         |
| -- | ------------------ | ----- | ------------------ |
|    | Italia (bandiera)  | P     | Luca Anania        |
|    | Italia (bandiera)  | P     | Matteo Andreoletti |
|    | Italia (bandiera)  | P     | Stefano Fortunato  |
|    | Italia (bandiera)  | P     | Andrea Sala        |
|    | Italia (bandiera)  | D     | Alberto Artuso     |
|    | Italia (bandiera)  | D     | Amedeo Benedetti   |
|    | Italia (bandiera)  | D     | Andrea Bertin      |
|    | Italia (bandiera)  | D     | Nicola Cintoi      |
|    | Italia (bandiera)  | D     | Domenico Marchetti |
|    | Italia (bandiera)  | D     | Devis Nossa        |
|    | Italia (bandiera)  | D     | Dario Polverini    |
|    | Italia (bandiera)  | D     | Mariano Rudi       |
|    | Camerun (bandiera) | D     | Thomas Fabrice Som |
|    | Italia (bandiera)  | D     | Gianluca Zanetti   |
|    | Italia (bandiera)  | C     | Mirko Bruccini     |

| N. |                     | Ruolo | Calciatore             |
| -- | ------------------- | ----- | ---------------------- |
|    | Italia (bandiera)   | C     | Giampaolo Calzi        |
|    | Italia (bandiera)   | C     | Alessandro Cortesi     |
|    | Italia (bandiera)   | C     | Domenico Cristiano     |
|    | Italia (bandiera)   | C     | Marco Ghidoli          |
|    | Svizzera (bandiera) | C     | Sandro Lombardi        |
|    | Italia (bandiera)   | C     | Davide Nocciola        |
|    | Brasile (bandiera)  | C     | William Justino Clovis |
|    | Italia (bandiera)   | A     | Ilario Aloe            |
|    | Italia (bandiera)   | A     | Stefano Chiodini       |
|    | Italia (bandiera)   | A     | Simone Dell'Acqua      |
|    | Francia (bandiera)  | A     | Mario Janvier          |
|    | Italia (bandiera)   | A     | Mario Pacilli          |
|    | Italia (bandiera)   | A     | Francesco Ripa         |
|    | Italia (bandiera)   | A     | Vincenzo Sarno         |
|    | Italia (bandiera)   | A     | Matteo Serafini        |

## Risultati

### Lega Pro Seconda Divisione

#### Girone di andata
| Arbitro: | Benassi (Bologna) |

|  |           |                             |
|  | Marcatori | 3’, 16’ F. Ripa 38’ Pacilli |

| 2010 2ª giornata |  | – Turno di riposo Pro Patria |  |  |

| Arbitro: | Ros (Pordenone) |

|                        |           |                 |
| Bruccini 38’ Sarno 50’ | Marcatori | 74’ Bachlechner |

| Arbitro: | Romani (Modena) |

|                             |           |  |
| Tarallo 25’ Bottiglieri 68’ | Marcatori |  |

| Arbitro: | Bellutti (Trento) |

|                                           |           |                                   |
| F. Ripa 6’ (rig.), 52’ Zanetti 85’, 90+3’ | Marcatori | 10’ Fabbro 26’ Buda 43’ Mattaboni |

| Arbitro: | Di Bello (Brindisi) |

|  |           |                                       |
|  | Marcatori | 89’ A. Benedetti 90+5’ (rig.) F. Ripa |

| Arbitro: | Di Ciommo (Venosa) |

|                                           |           |                         |
| F. Ripa 34’, 71’ Som 60’ Sarno 80’ (rig.) | Marcatori | 34’ Kabine 54’ A. Conte |

| Arbitro: | Fabbri (Ravenna) |

|                                  |           |             |
| Bonomi 62’ (rig.) A. Marconi 71’ | Marcatori | 34’ F. Ripa |

| Arbitro: | Saia (Palermo) |

|  |           |                       |
|  | Marcatori | 25’ Justino 32’ Sarno |

| Arbitro: | Todaro (Palermo) |

|             |           |  |
| F. Ripa 41’ | Marcatori |  |

| Arbitro: | Maresca (Napoli) |

|                          |           |                                      |
| Staiti 32’ Brighenti 59’ | Marcatori | 38’ (rig.) Serafini 65’, 85’ Pacilli |

| Arbitro: | Barbeno (Brescia) |

|                                   |           |                                   |
| F. Ripa 53’, 62’ (rig.) Nossa 56’ | Marcatori | 30’ (rig.) A. Dionisi 41’ Lenzoni |

| Arbitro: | Donati (Ravenna) |

|                    |           |           |
| Soragna 89’ (rig.) | Marcatori | 24’ Calzi |

| Arbitro: | Gallo (Barcellona Pozzo di Gotto) |

|                               |           |                                |
| F. Ripa 70’, 85’ Serafini 89’ | Marcatori | 14’ I. Graziani 17’ Bracaletti |

| Arbitro: | Castrignanò (Brindisi) |

|                 |           |  |
| Sosa 32’ (rig.) | Marcatori |  |

| Arbitro: | Bruno (Torino) |

|             |           |  |
| F. Ripa 44’ | Marcatori |  |

| Trento 19 dicembre 2010 17ª giornata | Mezzocorona      | 0 – 3 Risultato assegnato a tavolino dal Giudice Sportivo | Pro Patria | Stadio Briamasco\| Arbitro: \| Peretti (Verona) \| |
| Arbitro:                             | Peretti (Verona) |                                                           |            |                                                    |

#### Girone di ritorno
| Arbitro: | Bietolini (Firenze) |

|                                                       |           |  |
| F. Ripa 15’, 71’ Pacilli 38’ Justino 70’ Serafini 78’ | Marcatori |  |

| 23 gennaio 2011 19ª giornata |  | – Turno di riposo Pro Patria |  |  |

| Valenza 30 gennaio 2011 20ª giornata | Valenzana        | 0 – 0 | Pro Patria | Stadio di Valenza\| Arbitro: \| Peretti (Verona) \| |
| Arbitro:                             | Peretti (Verona) |       |            |                                                     |

| Arbitro: | Adducci (Paola) |

|  |           |                                  |
|  | Marcatori | 9’ Facchinetti 90+5’ Bottiglieri |

| Arbitro: | Pasqua (Tivoli) |

|  |           |              |
|  | Marcatori | 50’ Serafini |

| Arbitro: | Saia (Palermo) |

|             |           |                                  |
| Janvier 57’ | Marcatori | 37’ (rig.) Beretta 67’ A. Curcio |

| Arbitro: | Dei Giudici (Latina) |

|            |           |             |
| Segato 35’ | Marcatori | 28’ Justino |

| Arbitro: | Irrati (Pistoia) |

|              |           |               |
| Serafini 28’ | Marcatori | 50’ Malatesta |

| Arbitro: | Roca (Foggia) |

|  |           |                                   |
|  | Marcatori | 84’ M. Altobelli 90+2’ Cazzamalli |

| Arbitro: | Penno (Nichelino) |

|                            |           |           |
| Mazzini 27’ F. Gavazzi 29’ | Marcatori | 40’ Nossa |

| Arbitro: | Intagliata (Siracusa) |

|              |           |  |
| Bruccini 16’ | Marcatori |  |

| Arbitro: | Fabbri (Ravenna) |

|            |           |              |
| Sinato 32’ | Marcatori | 60’ Serafini |

| Arbitro: | De Faveri (San Donà di Piave) |

|                       |           |  |
| Nossa 15’ Pacilli 49’ | Marcatori |  |

| Arbitro: | Fiore (Barletta) |

|                                  |           |              |
| Bracaletti 16’ (rig.) Meloni 28’ | Marcatori | 60’ Bruccini |

| Arbitro: | Pasqua (Tivoli) |

|                                                  |           |           |
| Pacilli 51’ Serafini 56’ (rig.), 82’ Cortesi 73’ | Marcatori | 76’ Pippi |

| Arbitro: | Maresca (Napoli) |

|                           |           |             |
| Fusari 25’ Filiciotto 47’ | Marcatori | 56’ Zanetti |

| Arbitro: | Bindoni (Venezia) |

|                                                   |           |  |
| Pacilli 4’ Serafini 14’ (rig.), 32’ Polverini 47’ | Marcatori |  |

#### Playoff
| Arbitro: | Coccia (San Benedetto del Tronto) |

|                                                            |           |                          |
| S. Dell'Acqua 2’ Pacilli 11’, 47’ Serafini 38’ Cortesi 66’ | Marcatori | 15’ Malatesta 57’ Bonomi |

| Arbitro: | Bietolini (Firenze) |

|                         |           |  |
| Marconi 40’ Santoni 71’ | Marcatori |  |

| Arbitro: | Peretti (Verona) |

|                  |           |                |
| A. Benedetti 21’ | Marcatori | 24’ Bracaletti |

| Arbitro: | Pairetto (Nichelino) |

|                             |           |                     |
| Bracaletti 60’ Meloni 90+3’ | Marcatori | 27’ (rig.) Serafini |

### Coppa Italia Lega Pro

#### Fase a gironi
| Arbitro: | Barbeno (Brescia) |

|                        |           |                                     |
| Jidayi 21’ Corrent 75’ | Marcatori | 30’ Pacilli 48’ Melara 68’ Bruccini |

| Arbitro: | Bolano (Livorno) |

|                                   |           |                               |
| Bruccini 35’ Pacilli 50’ Ripa 95’ | Marcatori | 64’ Ghidotti 70’ (rig.) Rizza |

| Arbitro: | Di Stefano (Alghero) |

|             |           |          |
| Lenzoni 31’ | Marcatori | 45’ Ripa |

| 1º settembre 2010 4ª giornata |  | – |  |  |

| Arbitro: | Bruno (Torino) |

|               |           |             |
| Marchetti 68’ | Marcatori | 62’ Mazzini |

#### Fase a eliminazione diretta
| Arbitro: | Peretti (Verona) |

|                                      |           |                         |
| Nocciola 11’ Nossa 84’ Pacilli 90+4’ | Marcatori | 63’ Scardina 80’ Villar |

| Arbitro: | Bergher (Rovigo) |

|               |           |                           |
| Pacilli 90+1’ | Marcatori | 15’ Corradi 54’ Di Piazza |

## Statistiche

### Statistiche di squadra
| Competizione                          | Punti | In casa | In casa | In casa | In casa | In casa | In casa | In trasferta | In trasferta | In trasferta | In trasferta | In trasferta | In trasferta | Totale | Totale | Totale | Totale | Totale | Totale | DR  |
| Competizione                          | Punti | G       | V       | N       | P       | Gf      | Gs      | G            | V            | N            | P            | Gf           | Gs           | G      | V      | N      | P      | Gf     | Gs     | DR  |
| ------------------------------------- | ----- | ------- | ------- | ------- | ------- | ------- | ------- | ------------ | ------------ | ------------ | ------------ | ------------ | ------------ | ------ | ------ | ------ | ------ | ------ | ------ | --- |
| Lega Pro Seconda Divisione - Girone A | 59    | 16      | 12      | 1       | 3       | 36      | 18      | 16           | 6            | 4            | 6            | 21           | 16           | 32     | 18     | 5      | 9      | 57     | 34     | +23 |
| Lega Pro Seconda Divisione - Playoff  | -     | 2       | 1       | 1       | 0       | 6       | 3       | 2            | 0            | 0            | 2            | 1            | 4            | 4      | 1      | 1      | 2      | 7      | 7      | 0   |
| Coppa Italia Lega Pro                 | -     | 4       | 2       | 1       | 1       | 8       | 7       | 2            | 1            | 1            | 0            | 4            | 3            | 6      | 3      | 2      | 1      | 12     | 10     | +2  |
| Totale                                | -     | 22      | 15      | 3       | 4       | 50      | 28      | 20           | 7            | 5            | 8            | 26           | 23           | 42     | 22     | 8      | 12     | 76     | 51     | +25 |